# Танзанійський хіп-хоп
Танзані́йський хіп-хоп (англ. Tanzanian hip hop, суах. Hip hop ya Kitanzania) — напрямок хіп-хопової музики в Танзанії; також відомий як Бонго Флава; охоплює суміш різних звуків, характеризуючись, зокрема, важкими синтетичних рифів і вставками танзанійської поп-музики. 
Існує певна дискусія щодо того, чи може Бонго Флава, що виникла як частина поп-руху, бути кваліфікована як власне «хіп-хоп», а не окремий музичний напрямок, оскільки танзанійський хіп-хоп розвиває свій особливий звук, що відрізняється від хардкор-репу або, скажімо, від так званого масайського хіп-хопу, представником якого є музичний гурт X Plastaz, який використовує музичну традицію племені масаїв, як сутнісну основу для свого звучання та стилю. 
Формою танзанійського хіп-хопу є Бонго Флава, назва якого походить від суахілійського слова ubongo (дослівно «мозок»), і поєднує в собі власне хіп-хоп, музичний стиль саундтреків до індійських фільмів (т.зв. фільмі/filmi), кенійсько-танзанійський музичний стиль тарааб (taraab), біти східноафриканської танцювальної і дискотечної музики (muzik wa dansi).
Бере свій початок у 1980-х, коли танзанійські тінейджери по-справжньому захопились виконавцями американського хіп-хопу. Спочатку вони сприйняли американські біти й репували під них. Коли молодь отак репувала, хіп-хоп в Танзанії почав розвиватися в поєднанні з традиційною та локалізованою хіп-хоп-естрадою. У результаті це породило хвилю інтересу інших людей у Східній Африці.

## Виконавці Бонго Флава

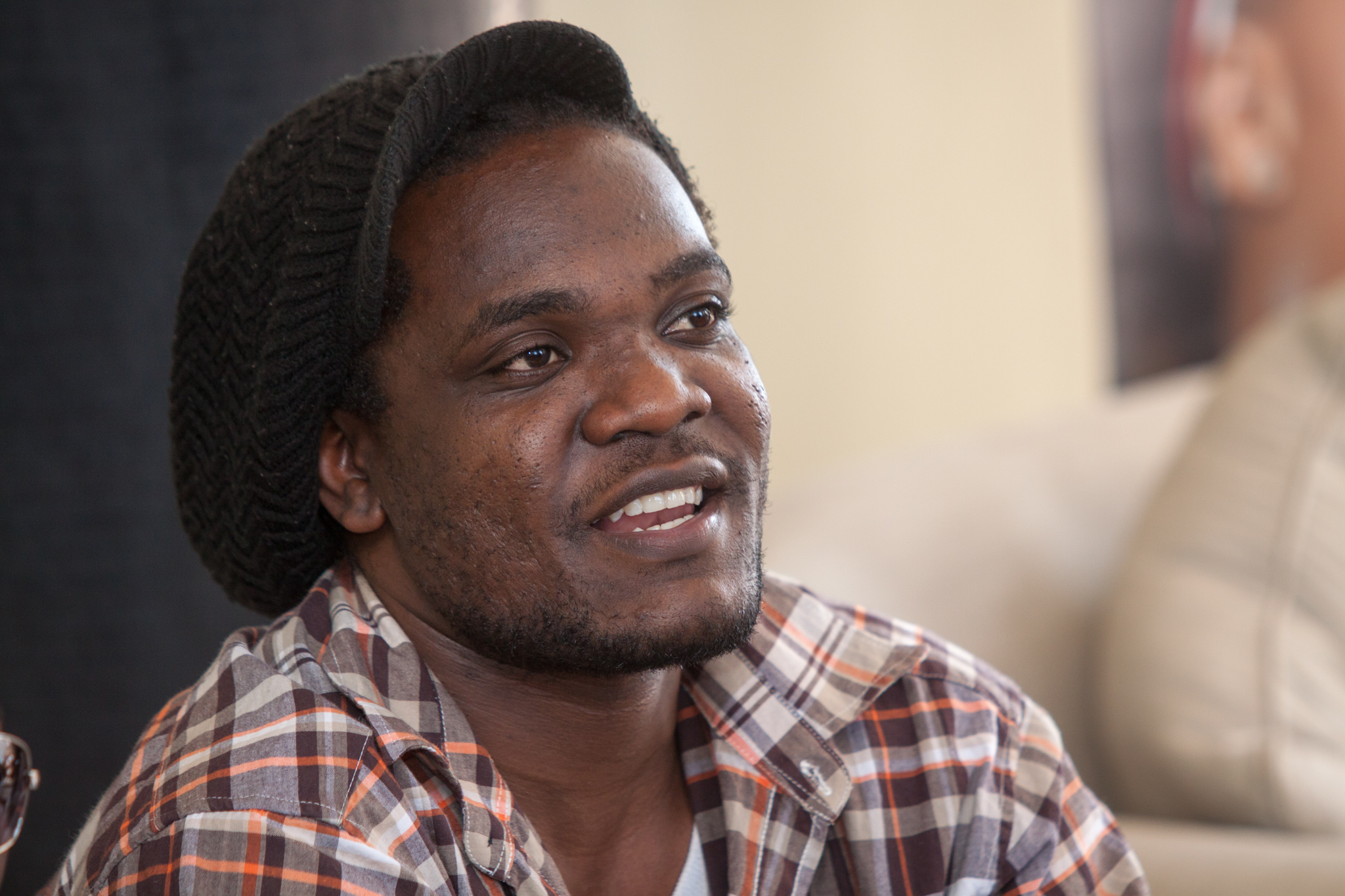
Fid Q на Занзібарському міжнародному кінофестивалі, 2013

- Mr. II (aka Sugu);
- Fid Q;
- Professor Jay;
- Balozi Dola;
- X-Plastaz;
- Saleh J;
- AY;
- Dully Sykes;
- TID;
- Diamond Platnumz;
- Juma Nature;
- Ali Kiba;
- Jay Moe;
- Lil Wine;
- BJB.